# Myotis annectans
Myotis annectans är en fladdermusart som först beskrevs av George Edward Dobson 1871.  Myotis annectans ingår i släktet Myotis och familjen läderlappar. IUCN kategoriserar arten globalt som livskraftig. Inga underarter finns listade i Catalogue of Life.
Denna fladdermus förekommer huvudsakligen i Laos och i norra Thailand. Mindre avskilda populationer finns i nordöstra Indien, sydöstra Kina och Kambodja. Arten lever i låglandet och i bergstrakter upp till 1100 meter över havet. Habitatet utgörs av städsegröna skogar och av andra skogar, ofta nära floder.